# Lago Oxford
El lago Oxford (del inglés: Oxford Lake)  es un lago canadiense localizado en el curso del río Hayes, en el centro de la provincia de Manitoba, a unos 200 km al este de la capital, Winnipeg. El lago tiene una superficie de 401 km², siendo, por superficie, el 14.º lago más grande de la provincia, y el 119.º de Canadá (si se excluyen las islas, tiene 349 km²).
El lago tiene una costa compleja con muchas islas, largas penínsulas y profundas bahías y se encuentra en una región de bosque boreal. Tiene una forma vagamente parecida a la mitad superior de un hombre, con una cabeza en el este, un cuello, una línea de cintura noroeste-sureste y un torso que se estrecha hasta un punto en el oeste. La cabeza tiene aproximadamente 11 por 8 km, el cuello 1,5 km de diámetro y la línea del hombro casi 12 km. El lado sur del torso es de 40 km y su lado noroeste 29 km. En el noroeste hay una gran isla (isla Carghill) o península que ocupa gran parte del torso. El río Hayes entra por el suroeste y sale de la cabeza sureste debajo de la ciudad y el aeropuerto de Oxford House. El río Carrot entra por el noroeste y permite un portage hacia Cross Lake (Manitoba), Manitoba en el río Nelson. Aguas abajo, el Hayes llega enseguida al lago Knee.